# Centaurea assadii
Centaurea assadii — вид квіткових рослин айстрових (Asteraceae). Ендемік Ірану.